# Cüneyt Arkın
Fahrettin Cüreklibatır (Karaçay (Eskişehir), 8 september 1937 – Beşiktaş (Istanboel), 28 juni 2022), beter bekend onder zijn artiestennaam Cüneyt Arkın, was een Turks filmacteur, regisseur, producer en vechtsporter. Hij speelde in ongeveer 300 films en tv-series en wordt algemeen beschouwd als een van de belangrijkste Turkse acteurs aller tijden.

## Biografie
Cüreklibatır werd geboren in het dorpje Karaçay in de Turkse provincie Eskişehir. Zijn vader was Hacı Yakup Cüreklibatır, die deelnam in de Turkse Onafhankelijkheidsoorlog en oorspronkelijk van Nogai en Krim-Tataarse afkomst was. Cüreklibatır leefde in zijn kinderjaren in Karaçay, maar voltooide zijn middelbare schoolopleiding in de stad Eskişehir. In 1961 begon hij zijn studie aan de Medische Faculteit van Istanboel.
Terwijl hij in 1963 zijn militaire dienst deed als reserveofficier in zijn geboorteplaats Eskişehir, trok hij de aandacht van regisseur Halit Refiğ tijdens het filmen van Şafak Bekçileri (1963) met Göksel Arsoy in de hoofdrol. Na het afronden van zijn militaire dienst werkte hij tijdelijk als arts in de omgeving van de zuidelijke stad Adana. In 1963 won hij de eerste prijs in het tijdschrift Artist. Op zoek naar een baan, begon Cüneyt Arkın met acteren in 1963 na het aanbod van Halit Refiğ. Tussen 1963 en 1965 speelde Cüneyt Arkın in minstens 30 films, waaronder "Gurbet Kuşları" (1964) en "Gözleri Ömre Bedel" (1964) - met onder andere Türkan Şoray.
In het begin van zijn carrière werd Arkın bekend door zijn hoofdrol in historische drama's die plaatsvonden tijdens de eerste eeuwen van het Ottomaanse Rijk en het Seltsjoekenrijk, zoals "Malkoçoğlu Cem Sultan" (1969) en "Battal Gazi" (1971). Hoewel hij succes boekte met dergelijke actiefilms, nam hij eind jaren zeventig ook deel aan politieke films, waarvan de bekendste de Adam-trilogie was, geregisseerd door Remzi Aydın Jöntürk. Arkın en Jöntürk zetten hun samenwerking op vele andere films voort. Ook werkte Arkın veel samen met Fatma Girik (1942-2022); Arkın en Girik waren een van de bekendste partners van de Turkse cinema Yesilcam.

## Privé en overlijden
Na zijn afstuderen aan de universiteit als arts, trouwde Cüreklibatır in 1965 met zijn klasgenoot Güler Mocan. In 1966 werd hun dochter Filiz geboren. Het huwelijk duurde niet lang vanwege de nieuwe bloeiende carrière van Cüreklibatır als filmacteur.
In 1968 nam hij de artiestennaam Cüneyt Arkın aan en ontmoette hij Betül Işıl. Işıl, afgestudeerd aan een universiteit in Zwitserland, werkte op dat moment als stewardess. Ze verloofden zich in 1969, trouwden in 1970 en scheidden in 1971. Kort daarna hertrouwden ze en kregen ze twee zonen, Murat en Kaan Polat. Arkıns vrouw en zonen spelen een hoofdrol in verschillende van zijn films.
Hij overleed op 84-jarige leeftijd.

## Filmografie (selectie)
- 1964: Gurbet Kuşları
- 1964: Yankesici Kız
- 1964: Yalnız Değiliz
- 1964: Hepimiz Kardeşiz
- 1964: Şoför Nebahat Ve Kızı
- 1964: Sıkı Dur Geliyorum
- 1965: Horasanin Üc Atlısı
- 1965: Silahların Sesi
- 1965: Ölüme Kadar
- 1965: Devlerin Kavgası
- 1966: Malkoçoğlu
- 1966: Kolsuz Kahraman
- 1966: Affedilmeyen
- 1966: Acı Tesadüf
- 1966: Ayrılık Şarkısı
- 1966: Cibali Karakolu
- 1966: Çıtkırıldım
- 1966: Damgalı Adam
- 1966: Dişi Düşman
- 1966: Fakir Bir Kız Sevdim
- 1966: Göklerdeki Sevgili
- 1966: İntikam Uğruna
- 1966: Karanlıklar Meleği
- 1966: Kıskanç Kadın
- 1966: Suçsuz Firari
- 1966: Şafakta Üç Kurşun
- 1966: Yakut Gözlü Kedi
- 1967: Zehirli Hayat
- 1967: Kanunsuz Kahraman
- 1967: Malkoçoğlu – krallara karsi
- 1967: Zengin Ve Serseri
- 1967: Yüzbaşı Kemal
- 1968: Haci Murat geliyor
- 1968: Köroğlu
- 1968: Yousaf Va Zulaykha
- 1969: Ala Geyik
- 1969: Malkoçoğlu Akıncılar Geliyor
- 1969: Büyük Yemin
- 1969: Melikşah
- 1969: Aşk Mabudesi
- 1970: Malkoçoğlu – Cem Sultan
- 1970: Mive-ye gonah / Hak Yolu
- 1970: Adsız Cengaver
- 1970: Yumurcak Köprüaltı Çocuğu
- 1971: Battal Gazi Destanı
- 1971: Malkocoglu Ölüm Fedaileri
- 1971: Küçük Sevgilim
- 1972: Alın Yazısı
- 1972: Battal Gazi'nin İntikamı
- 1972: Kara Murat Fatihin Fedaisi
- 1972: Hayatimin En Güzel Yillari
- 1973: Savulun Battal Gazi Geliyor
- 1973: Küçük Kovboy
- 1973: Kuşçu
- 1973: Gönülden Yaralılar
- 1974: Ayrı Dünyalar
- 1974: Battal Gazi'nin Oğlu
- 1974: Karateciler istanbulda
- 1974: Babalık
- 1974: Dayı
- 1974: Kin
- 1975: Kılıç Aslan
- 1975: İnsan Avcısı
- 1975: Babaların Babası
- 1975: Babanın Oğlu
- 1975: Babacan
- 1975: Şafakta Buluşalım
- 1975: Cemil
- 1976: Üç kağıtcılar / Che carambole ragazzi
- 1976: Korkusuz Cengaver
- 1976: Deli Şahin
- 1976: Tek Başına
- 1976: Tuzak
- 1977: Kara Murat şeyh gaffar'a karşı
- 1977: Yıkılmıyan Adam
- 1977: Akrep Yuvası
- 1977: Kara Murat Denizlerin Hakimi
- 1977: Satılmış Adam
- 1978: Kara Murat Devlerle savaşiyor
- 1978: Maden
- 1978: Baba Kartal
- 1978: Ölüm Görevi
- 1978: Görünmeyen Düşman
- 1979: Küskün Çiçek
- 1979: Canikom
- 1979: Üç Sevgili
- 1979: Vatandaş Rıza
- 1979: Kanun Gücü
- 1979: Üç Tatlı Bela
- 1979: Üç Sevgili
- 1980: Rüzgar
- 1980: Kartal Murat
- 1981: Önce Hayaller Ölür
- 1982: Kanije Kalesi
- 1982: Dünyayı Kurtaran Adam
- 1982: Son Savaşçı
- 1982: Son Akin
- 1982: Ölümsüz
- 1983: İntikam Benim
- 1984: Bir Kaç Güzel Gün İçin
- 1984: Ölüm Savaşçısı
- 1985: Bin Defa Ölürüm
- 1985: Doruk
- 1985: Kaçış
- 1985: Kahreden Gençlik
- 1985: Kanun Adamı
- 1985: Kaplanlar
- 1985: Katiller de ağlar
- 1985: Mahkum
- 1985: Paramparça
- 1985: Paranın Esiri
- 1985: Biz Bir Aileyin
- 1986: Gırgır Hafiye
- 1986: Kavga
- 1986: Kanca
- 1986: Kral Affetmez
- 1986: Melek yüzlü cani
- 1986: Babasının Oğlu
- 1986: Silah Arkadaşları
- 1986: Yalnız Adam
- 1987: Sürgündeki Adam
- 1987: Asılacak Adam
- 1987: Şeytanın Oğulları
- 1987: Son Kahramanlar
- 1987: Bitmeyen Adam
- 1987: Sevdam Benim
- 1987: Cehennem Ateşi
- 1987: Dökülen Yapraklar
- 1987: Oğulcan
- 1988: Bombacı
- 1988: Şafak Sökerken
- 1999: Gülün bittigi yer
- 2006: Dünyayı Kurtaran Adamın Oğlu
- 2007: Çılgın Dersane
- 2008: Çilgin Dersane Kampta
- 2014: Gülyabani
- 2014: Panzehir
- 2020: Kuruluş Osman

- Biblioteca Nacional de España: XX1553592
- Bibliothèque nationale de France: cb16630456c (data)
- Gemeinsame Normdatei: 128622032
- International Standard Name Identifier: 0000 0000 5936 8396
- Library of Congress Control Number: no2003053351
- Virtual International Authority File: 40433515
- WorldCat: E39PBJvMD9bH7BTcbK3qTgWv73